# Гайслер, Зоя Павловна
Гайслер Зоя Павловна (род. 22 января 1930 года) — художница декоративно-прикладного искусства. Заслуженный художник БАССР (1977). Член Союза художников  РФ с 1980 года.

## Биография
Гайслер Зоя Павловна 22 января 1930 года в  д. Шеланы Уфимского кантона БАССР (Иглинский район РБ)].
В 1958 году окончила Московское художественно-промышленное училище им. М. И. Калинина.
С 1950 года работала в художественно-промышленных артелях г. Уфы, в 1963—1992 годах - в ПО «Башкирские художественные промыслы "Агидель"».
Зоя Павловна была первой в Башкирской АССР художницей, внедрившей ворсовое ковроткачество в  декоративно-прикладное искусство республики,  разработала стилистику и создала образцы национального ковра.
Работы художницы хранятся в Национальном музее РБ, музее ГУП «Агидель» (Уфа), Всероссийском музее декоративно-прикладного и народного искусства в Москве.

## Работы
Ковры с портретами Н.С.Хрущева (1960), В.И.Ленина (1974), ковры «Советская Башкирия» (1960), «Семь красавиц» (1971).
Ковры в выборной технике гладкошерстного ткачества: «Звёзды Башкирии» (1971), «Солнечная Башкирия» (1972), «40 лет Победы» (1985) и др.

## Выставки
Гайслер Зоя Павловна  - участница республиканских, зональных, региональных, межрегиональной, всероссийских, всесоюзных  выставок с 1960 года,   международных – с 1978 года.

## Награды и звания
Заслуженный художник БАССР (1977).
Дипломант всероссийских художественных выставок изделий народных художественных промыслов (1960, 1971, 1978, 1979) в Москве.